# Edwin Benne
Edwin Johannes Benne (ur. 21 kwietnia 1965 w Amersfoort) – holenderski siatkarz, reprezentant kraju, a obecnie trener. Wicemistrz olimpijski 1992.
W marcu 2011 objął stanowisko trenera męskiej reprezentacji Holandii, zastępując Petera Blangé.